# 野兎病

右手の甲に発生した野兎病斑

野兎病（やとびょう）とは、野兎病菌Francisella tularensisを原因とする人獣共通感染症。ヒトやノウサギ（野兎）、プレーリードッグ、野生齧歯類などに感染する。感染症法における四類感染症に指定されているほか、家畜伝染病予防法における届出伝染病で、対象家畜はウマ、ヒツジ、ブタ、イノシシ、ウサギ。多種類の動物に感染するが、日本では野兎との接触による感染が多く報告されているためこの名前がある。アメリカ合衆国カリフォルニア州トゥーレアリ郡（w:Tulare County, California）で発見されたことからツラレミア (tularemia)、日本での発生事例を報告し研究した医師である大原八郎の名から大原病 (Ohara's disease)、その他、Francis's disease や rabbit feverとも呼ばれる。症状が重篤化することがあり、特に北米の野兎病菌は毒性が強く、重症化を起こしやすい。野兎病菌は極めて感染力が強い菌で、生物兵器としての使用が懸念されており、アメリカ疾病予防管理センター(CDC)では、炭疽菌、ペスト菌、ボツリヌス菌、エボラウイルス、天然痘ウイルスなどとともに最も危険とされるカテゴリーAに分類されている。

## 歴史
1837年（天保8年）に本間棗軒が著した『瘍科秘録』において、「食兎中毒」と記したものが野兎病のもっとも古い文献上の記録だとされる。
1911年に、ユタ州でアブに刺されたヒトに原因不明の熱性疾患が発生し、医師のR. A. Pearseが「アブ熱 deer-fly fever」と名付けている。報告当時は原因は不明であったが、後にこれが野兎病と同じものであることが判明した。これがアメリカでの最初の発生報告であったとされる。
1911年、アメリカのカリフォルニア州トゥーレアリ郡で、野生のハタリス（地上に生息するリスの一種）にペスト様の疾患が集団発生し、翌1912年にMcCoyとChapinが原因菌として分離、Bacterium tularensisと命名した。その後、1914年にWherryらがヒトへの感染例を報告した。その後、アメリカ公衆衛生局の医官であったエドワード・フランシス(Edward Francis)は1919年から野兎病菌の詳細な研究を行った。先のアブ熱だけでなく、アメリカ各地で多くの疾患名で呼ばれていたが、1921年にフランシスは"tularemia"（ツラレミア）という名称に統一することを提唱した。
1925年、アメリカでの研究とは独立に、福島市で開業していた外科医の大原八郎（大原病院（後の大原綜合病院）2代目院長）が、地域的に流行していた感染症の原因を解明する過程で、感染源と思われるノウサギから菌を分離した。大原は、軍医であり細菌学の知識を持っていた芳賀竹四郎と共同研究でその解析を行い、自分の妻である大原リキの腕に分離した菌を塗抹して実験的に感染させることで、本菌が病原体であることを証明して、「大原・芳賀菌」と名付けた。
その後、大原とフランシスはそれぞれ、お互いが研究している野兎病とツラレミアが同じ病原体による同じ疾患ではないかと考えて共同研究を行い、その結果、1929年に「B. tularensis」と「大原・芳賀菌」が同一であることが明らかにされた。1947年、Dorofe'evがフランシスの名にちなんでフランシセラ属という新しい属を提案し、学名をFrancisella tularensisに改めた。

## 病原体

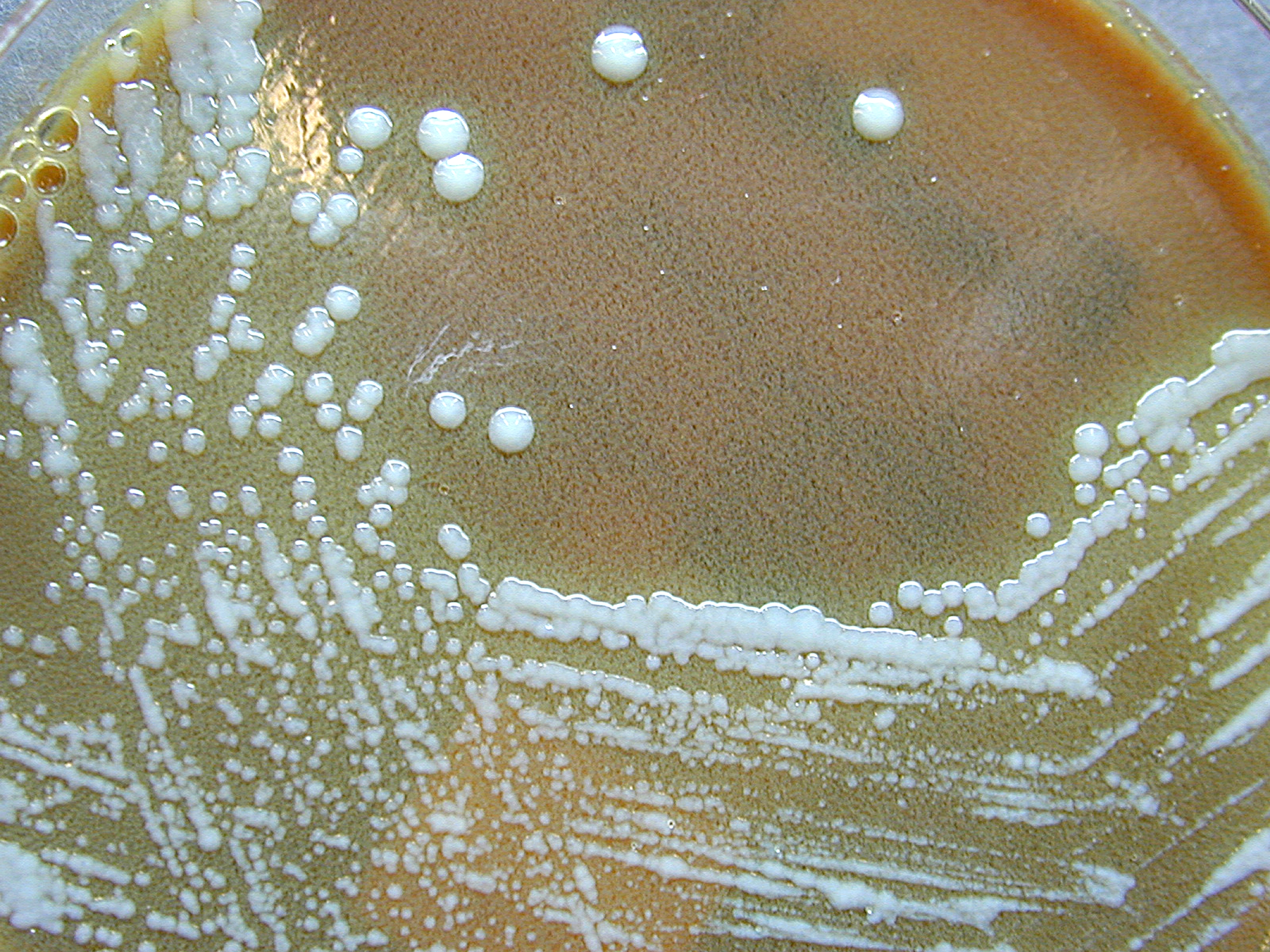
Francisella tularensisのコロニー

グラム陰性非運動性無芽胞性好気性桿菌である野兎病菌 Francisella tularensisが病原体である。本菌に感染したウサギなどの剥皮や調理の際に血液や肉に接触することで感染する。また、ノミ、ダニ、蚊などを媒介にして経皮的に感染する。なお、ヒトからヒトへの感染は起こらない。野兎病菌は極めて感染力が強い菌であり、数個から100個という、ごく少数の菌と接触しただけで感染が成立する。また皮膚の創傷部だけでなく、健康な皮膚からも侵入して感染できるという、他の細菌には見られない特徴を持つ。このため、本菌を扱っている研究者が実験室感染するケースも多い。

## 疫学
北米、ロシアなど主に北半球で発生し、日本国内では東北、関東での発生が多くみられた。農業従事者や狩猟者、本菌を扱う研究者が感染することが多い。

## 症状
ヒトにおいては潜伏期は3 - 5日で、突然の波状熱、頭痛、悪寒、吐き気、嘔吐、衰弱、化膿、潰瘍の発生をみる。未治療では3割以上の死亡率となるが、適切な治療が行われればほとんどは回復する。動物では野兎、齧歯類では高感受性であり、敗血症により死亡することが多く、死体では各部リンパ節の腫脹がみられる。羊では発熱、運動失調、下痢、流産などを示し、幼弱なものでは死亡する。

## 診断
野兎との接触歴があれば野兎病を疑う。病変塗抹の染色鏡検、凝集反応、遅延型皮内反応の結果などから診断する。最も確実な診断方法は患者からの菌の分離、同定であるが、野兎病菌は発育にシスチンとヘモグロビンを要求するので通常の培地ではほとんど増殖せず、8%ヒツジ脱繊血加ユーゴン寒天培地、システイン加ブドウ糖血液寒天培地、卵黄培地などの適した培地であっても培養に数日を必要とする。

## 治療
感受性のある抗生物質（ストレプトマイシン）を投与する。早期に治療を開始すればそのほとんどが回復する。回復後は高度免疫が成立するが、再感染する例も報告されている。

## 予防
ワクチン
弱毒生ワクチンの皮下接種による。3週間程度で抗体価が上昇するが、感染後の接種では効果はない。
接触の機会低減
ヒトでは野兎や齧歯類との接触回避、媒介動物による刺咬を防ぐことなどが挙げられる。ダニの駆除、野兎の解体には手袋を用いることも予防には有効である。また、日本ではプレーリードッグの輸入を禁止している。